# Тетюшкина
Тетюшкина — река в Мурманской области России. Протекает по территории Кандалакшского района. Впадает в Пинозеро.
Длина реки составляет 15 км.
Берёт начало на северном склоне горы Лувеньгские Тундры. Протекает по лесной, местами заболоченной местности. Протекает в основном в северном направлении. На высоте 131 м река проходит через озеро Тетюшкино. Скорость течения 0,3 м/с близ устья. Впадает в Пинозеро (бассейн Нивы).

## Данные водного реестра
По данным государственного водного реестра России относится к Баренцево-Беломорскому бассейновому округу, водохозяйственный участок реки — река Нива включая озеро Имандра. Речной бассейн реки — бассейны рек Кольского полуострова и Карелии.
Код объекта в государственном водном реестре — 02020000312101000009601.